# Jacques Daget
Jacques Marie Albert Daget (* 30. Juni 1919 in Vineuil, Département Loir-et-Cher; † 29. Juni 2009) war ein französischer Ichthyologe.

## Leben
Daget war der Sohn von Charles Daget und Élisabeth Blanvillain. Sein Vater war Gutsherr. Von 1929 bis 1935 absolvierte er ein Sekundarstudium an der Lycée privé Notre-Dame-des-Aydes in Blois und nach einer Vorbereitung am College Stanislas in Paris schrieb er sich 1938 in die École polytechnique ein, musste jedoch bei Ausbruch des Zweiten Weltkriegs sein Studium unterbrechen. Von 1939 bis 1940 absolvierte er als Leutnant die École de l’air. 1941 erwarb er einen Ingenieurabschluss an der École polytechnique und zwischen 1941 und 1943 verschiedene Zertifikate und wissenschaftliche Abschlüsse. Von da an widmete sich Daget der biologischen Forschung und kam als Stipendiat in das zoologische Labor für Reptilien und Fische im Muséum national d’histoire naturelle, das von Léon Benin geleitet wurde. Von 1946 bis 1947 absolvierte er als Stipendiat die École française d’Afrique im Sudan, wo er in vergleichender Anatomie diplomiert wurde. 1948 führte Daget als Forschungspraktikant am Centre national de la recherche scientifique eine paläontologische Expedition in Grönland durch. 1949 erwarb er ein sudanesisches Sprachdiplom von der École des langues orientales und wurde zum Doktor der Naturwissenschaften promoviert. 1949 wurde er Leiter des Hydrobiologie-Labors am Französischen Institut für Schwarzafrika in Diafarabé. 1959 wurde er Forschungsdirektor und 1967 Generalinspektor am ORSTOM (heute Institut de recherche pour le développement, IRD).
1965 kehrte Daget nach Frankreich zurück, wo er 1975 Professor im Labor für aquatische Populationsdynamik am Muséum national d’histoire naturelle wurde. 1976 wurde der Name des Labors in Allgemeine und Angewandte Ichthyologie geändert und 1985 ging Daget in den Vorruhestand.
Daget hatte zwei Forschungsschwerpunkte, die Ichthyologie und die Anwendung der Mathematik auf die Biologie. Das Studium der Fische aus Niger oder Westafrika, das er unter systematischen, anatomischen und biogeographischen Gesichtspunkten betrachtete, führte dazu, dass er sich für die Flösselhechte (Polypteridae) interessierte, von denen er viele neue Arten beschrieb. Im zweiten Abschnitt seiner Karriere entwickelte Daget die digitale Taxonomie, Populationsdynamik und mathematische Ökologie. Er war der Erste, der die numerische Taxonomie auf die Ichthyologie anwandte und mehrdimensionale Analysemethoden zur Lösung aquatischer oder terrestrischer ökologischer Probleme einsetzte. Ferner führte er verschiedene Untersuchungen an afrikanischen Süßwassermuscheln, insbesondere an der Familie Mutelidae, durch und beschäftigte sich mit ethnographischen Aspekten wie der Fischerei im zentralen Nigerdelta.
Zu Dagets Schriften zählen Révision des affinités phylogénétiques des Polyptéridés (1950), L’Empire peul du Macina (1818–1853) (3. Auflage, 1962, in Zusammenarbeit mit Amadou Hampâté Bâ), Les Poissons du Niger supérieur (2. Auflage, 1968), Les Modèles mathématiques en écologie (2. Auflage, 1976), Histoires naturelles franco-portugaises du XIXème siècle (1989, in Zusammenarbeit mit Luis Saldauha) sowie Catalogue raisonné des Mollusques bivalves d’eau douce africains (1998).
1971 heiratete Daget Yvonne Kerguenne. Diese Ehe blieb kinderlos.

## Dedikationsnamen
Nach Jacques Daget sind die Gattung Dagetichthys sowie die Arten Chrysichthys dageti, Tilapia dageti und Epiplatys dageti benannt.